# Батлер (округ, Канзас)
Шаблон:StateAbbr_ 37°47′00″ пн. ш. 96°50′00″ зх. д. / 37.7833° пн. ш. 96.8333° зх. д.
Округ Батлер (англ. Butler County) — округ (графство) у штаті Канзас, США. Ідентифікатор округу 20015.

## Історія
Округ утворений 1855 року.

## Демографія
За даними перепису 
2000 року 
загальне населення округу становило 59482 осіб, зокрема міського населення було 33140, а сільського — 26342.
Серед мешканців округу чоловіків було 29876, а жінок — 29606. В окрузі було 21527 домогосподарств, 16049 родин, які мешкали в 23176 будинках.
Середній розмір родини становив 3,13.
Віковий розподіл населення поданий у таблиці:
| Стать    | До 15 років | 15-21 | 22-29 | 30-39 | 40-49 | 50-65 | 65-85 | Понад 85 |
| -------- | ----------- | ----- | ----- | ----- | ----- | ----- | ----- | -------- |
| Чоловіки | 7210        | 3263  | 2627  | 4432  | 5041  | 4209  | 2787  | 307      |
| Жінки    | 6742        | 2962  | 2291  | 4306  | 4844  | 4072  | 3626  | 763      |

## Суміжні округи
- Чейс — північний схід
- Грінвуд — схід
- Елк — південний схід
- Ковлі — південь
- Самнер — південний захід
- Гарві — захід
- Седжвік — захід
- Меріон — північний захід

## Виноски
1. ↑  U.S. Decennial Census. United States Census Bureau. Архів оригіналу за 26 квітня 2015. Процитовано 21 липня 2014.
2. ↑  Historical Census Browser. University of Virginia Library. Архів оригіналу за 26 грудня 2013. Процитовано 21 липня 2014.
3. ↑  Population of Counties by Decennial Census: 1900 to 1990. United States Census Bureau. Архів оригіналу за 5 червня 2019. Процитовано 21 липня 2014.
4. ↑  Census 2000 PHC-T-4. Ranking Tables for Counties: 1990 and 2000 (PDF). United States Census Bureau. Архів оригіналу (PDF) за 18 грудня 2014. Процитовано 21 липня 2014.
5. ↑  State & County QuickFacts. United States Census Bureau. Архів оригіналу за 6 серпня 2011. Процитовано 21 липня 2014. [Архівовано 2011-08-06 у Wayback Machine.](англ.) Наведено за англійською вікіпедією.
6. ↑  American FactFinder. Бюро перепису населення США. Архів оригіналу за 26 лютого 2012. Процитовано 31 січня 2008. [Архівовано 2008-05-21 у Wayback Machine.]

| США | Це незавершена стаття з географії США. Ви можете допомогти проєкту, виправивши або дописавши її. |